# Björn Isfält
Björn Isfält est un compositeur suédois né le 28 juin 1942 à Linköping (Suède) et mort le 18 janvier 1997 à Gamla Enskede.

## Biographie
Il meurt le 18 janvier 1997 d'un cancer[réf. nécessaire].

## Filmographie
- 1970 : En Kärlekshistoria de Roy Andersson
- 1972 : Firmafesten de Jan Halldoff
- 1975 : Giliap de Roy Andersson
- 1976 : Mina drömmars stad (en) de Ingvar Skogsberg (en)
- 1977 : Les Frères Cœur de Lion (Bröderna Lejonhjärta) de Olle Hellbom
- 1977 : Hempas bar de Lars G. Thestar
- 1979 : Stortjuven de Ingegerd Hellner
- 1979 : Kristoffers hus (en) de Lars Lennart Forsberg
- 1980 : Blomstrande tider de  John Olsson
- 1981 : Gräset sjunger (en) de Michael Raeburn
- 1981 : Rasmus et le Clochard (Rasmus på luffen) de Olle Hellbom
- 1981 : Canal Göta (en) (Göta kanal) de Hans Iveberg
- 1982 : Brusten himmel
- 1982 : Kamraterna (sv) (TV)
- 1983 : Limpan (sv)
- 1984 : Ronja Rövardotter
- 1985 : Bröderna Lejonhjärta (feuilleton TV)
- 1985 : Ma vie de chien (Mitt liv som hund) de Lasse Hallström
- 1986 : Ronja Rövardotter (TV)
- 1986 : Rasmus på luffen (TV)
- 1988 : Allra käraste syster (TV)
- 1988 : Jungfruresan (sv)
- 1989 : Prima ballerina
- 1989 : Hoppa högst
- 1989 : Voyage à Melonia (Resan till Melonia)
- 1990 : Black Jack de Julien Duvivier et José Antonio Nieves Conde
- 1990 : Gränslots (sv)
- 1991 : Midsommar (TV)
- 1992 : Bel été pour Fanny (sv) (Änglagård)
- 1993 : Kådisbellan (sv)
- 1993 : Gilbert Grape (What's Eating Gilbert Grape) de Lasse Hallström
- 1993 : La Dernière danse (en) (Sista dansen) de Colin Nutley
- 1994 : Sixten (sv)
- 1994 : Änglagård - andra sommaren (sv) de Colin Nutley
- 1995 : Man kan alltid fiska
- 1995 : Jul i Kapernaum (sv)